# Oscar Piastri
Oscar Jack Piastri (sinh ngày 6 tháng 4 năm 2001) là một tay đua ô tô chuyên nghiệp người Úc. Anh đã giành chức vô địch Giải đua xe Công thức 3 năm 2020 và Giải đua xe Công thức 2 năm 2021 với Prema Racing. Anh là tay đua thứ sáu giành chức vô địch giải đua xe GP2/Công thức 2 ngay tại mùa giải đầu tiên và cũng là tay đua thứ năm giành chức vô địch liên tiếp trong cả giải đua xe GP3/Công thức 3 lẫn giải đua xe GP2/Công thức 2. Sau khi tham gia Công thức 1 với tư cách là tay đua lái thử cho đội đua Alpine vào năm 2022, anh trở thành tay đua chính của McLaren năm 2023 cùng với Lando Norris. Thông qua những thành tích xuất sắc ở các giải đua xe công thức hạng thấp hơn, anh được nhiều người coi là một trong những tay đua trẻ triển vọng nhất làng đua xe.

## Đầu đời và đời tư
Oscar Piastri sinh ngày 6 tháng 4 năm 2001 ở Melbourne, Úc. Cha mẹ anh là Chris và Nicole (nhũ danh MacFadyen) Piastri. Anh từng theo học tại trường Cao đẳng Haileybury Melbourne và Cao đẳng Haileybury UK với tư cách là học sinh nội trú với học bổng thể thao. Cha anh, Chris Piastri, từng là thợ cơ khí cho anh trong những năm đầu đua xe ở Úc. Ông hiện là người sáng lập và chủ sở hữu của HP Tuners, một công ty phần mềm ô tô chẩn đoán xe. Oscar có ba chị em gái. Anh có nguồn gốc Ý, Nam Tư và Trung Quốc.

## Sự nghiệp đua xe

### Đua xe go-kart
Piastri bắt đầu sự nghiệp đua xe ô tô điều khiển từ xa ở cấp quốc gia khi anh bắt đầu đua xe go-kart vào năm 2011. Sau khi thi đấu chuyên nghiệp và thi đấu tại nhiều cuộc đua và các giải vô địch đua xe go-kart Úc vào năm 2014, Piastri bắt đầu tranh tài ở châu Âu và các giải vô địch đua xe go-kart được CIK-FIA chấp thuận khác với Ricky Flynn Motorsport vào năm sau đó. Vào năm 2016, anh chuyển đến Vương quốc Anh để tiếp tục sự nghiệp đua xe của mình và cũng vào năm đó, anh về đích thứ sáu tại giải vô địch đua xe go-kart thế giới 2016 tại Bahrain.

### Công thức 4
Vào tháng 10 năm 2016, Piastri ra mắt tại Giải đua xe Công thức 4 Các Tiểu vương quốc Ả Rập Thống nhất và anh đã ký hợp đồng với đội Dragon F4 trong vòng ba chặng đua đầu tiên trong mùa giải khai mạc 2016/2017. Hai vị trí thứ ba là kết quả tốt nhất của anh trong mùa giải này. Vào cuối mùa giải 2016/17, anh đứng thứ sáu trong bảng xếp hạng các tay đua. Năm 2017, Piastri chuyển đến Giải đua xe Công thức 4 Anh và anh đua cùng với Ayrton Simmons và Alex Quinn với Arden International. Arden International có một trong những chiếc xe nhanh nhất mùa giải này và Piastri đã đánh bại cả hai đồng đội của mình. Anh đã thắng sáu cuộc đua và leo chín lần lên bục vinh quang. Cuối cùng, anh đứng ở vị trí thứ hai sau Jamie Caroline, người đã trở thành nhà vô địch với số điểm cách biệt nhờ chuỗi chiến thắng liên tiếp kéo dài vào đầu mùa giải. Tại thời điểm này, theo Christian Horner, anh được coi là ứng cử viên sáng giá cho chương trình đào tạo tay đua trẻ của Red Bull Racing. Thế nhưng, cam kết này đã không thành hiện thực.

### Formula Renault Eurocup
Vào năm 2018, Piastri được thăng hạng lên Formula Renault Eurocup. Anh vẫn là tay đua chính ở Arden và anh đã đua cùng Sami Taoufik và hai tay đua người Nga Nikita Volegov và Aleksandr Vartanyan, những người sử dụng chung một chiếc xe đua thứ ba. Mặc dù Piastri không thể cạnh tranh để giành chiến thắng hoặc giành chức vô địch, anh đã ghi điểm ở hầu hết các cuộc đua. Kết quả tốt nhất của anh trong mùa giải này là ba lần lên bục vinh quang. Trong mùa giải 2019, Piastri đã được ký hợp đồng với đội đua Pháp R-ace GP, đương kim vô địch lần thứ hai liên tiếp của mùa giải trước. Đồng đội của anh là Alexander Smolyar và Caio Collet. Piastri đã thắng cả hai cuộc đua tại sự kiện thứ hai trong năm tại trường đua Silverstone. Ngoài ra, anh đã thắng thêm năm cuộc đua nữa trong mùa giải và anh giành chức vô địch sau khi đánh bại Victor Martins (312,5 điểm) với tổng cộng 320 điểm. Sau thành công này, anh được gia nhập Học viện Tay đua trẻ Renault (Renault Driver Academy), chương trình hỗ trợ tay đua trẻ của Renault.

### Công thức 3
Vào tháng 10 năm 2018, Piastri đã lái thử một chiếc xe đua Công thức 3 thuộc Giải đua xe GP3 cho đội đua Trident Racing trong những ngày thử nghiệm sau chặng đua cuối cùng của mùa giải tại trường đua Yas Marina ở Abu Dhabi. Thế nhưng, anh đã không đạt được cam kết nào với Trident Racing sau những ngày thử nghiệm này.
Vào mùa giải Công thức 3 2020, Piastri đã được ký hợp đồng với đội đương kim vô địch Prema Racing thông qua Renault sau khi anh đã lái thử cho đội ở Valencia vào tháng 10 năm 2019. Đồng đội của anh tại Prema Racing là Frederik Vesti và Logan Sargeant. Trong mùa giải này, Prema đã lại có thể cung cấp cho các tay đua của mình những vật liệu tốt nhất. Cả ba tay đua của đội cùng Théo Pourchaire đã tranh đấu sát sao để giành chức vô địch trong mùa giải này. Piastri đã giành chiến thắng trong cuộc đua mở màn của mùa giải tại trường đua Red Bull Ring sau khi dẫn đầu từ vị trí xuất phát thứ ba. Anh cũng đã giành chiến thắng trong cuộc đua sprint tại trường đua Barcelona-Catalunya ở Tây Ban Nha. Ngoài ra, anh cũng đã lên bục vinh quang sáu lần. Tại bốn chặng đua cuối cùng của mùa giải tại trường đua Monza, Piastri ban đầu kém xa đồng đội Sargeant, nhưng anh đã được hưởng lợi từ ba chặng đua này khi Sargeant không ghi được điểm nào. Sau khi mùa giải kết thúc, anh đã giành chức vô địch với tổng cộng 164 điểm trước Pourchaire và đồng đội Sargeant.

### Công thức 2

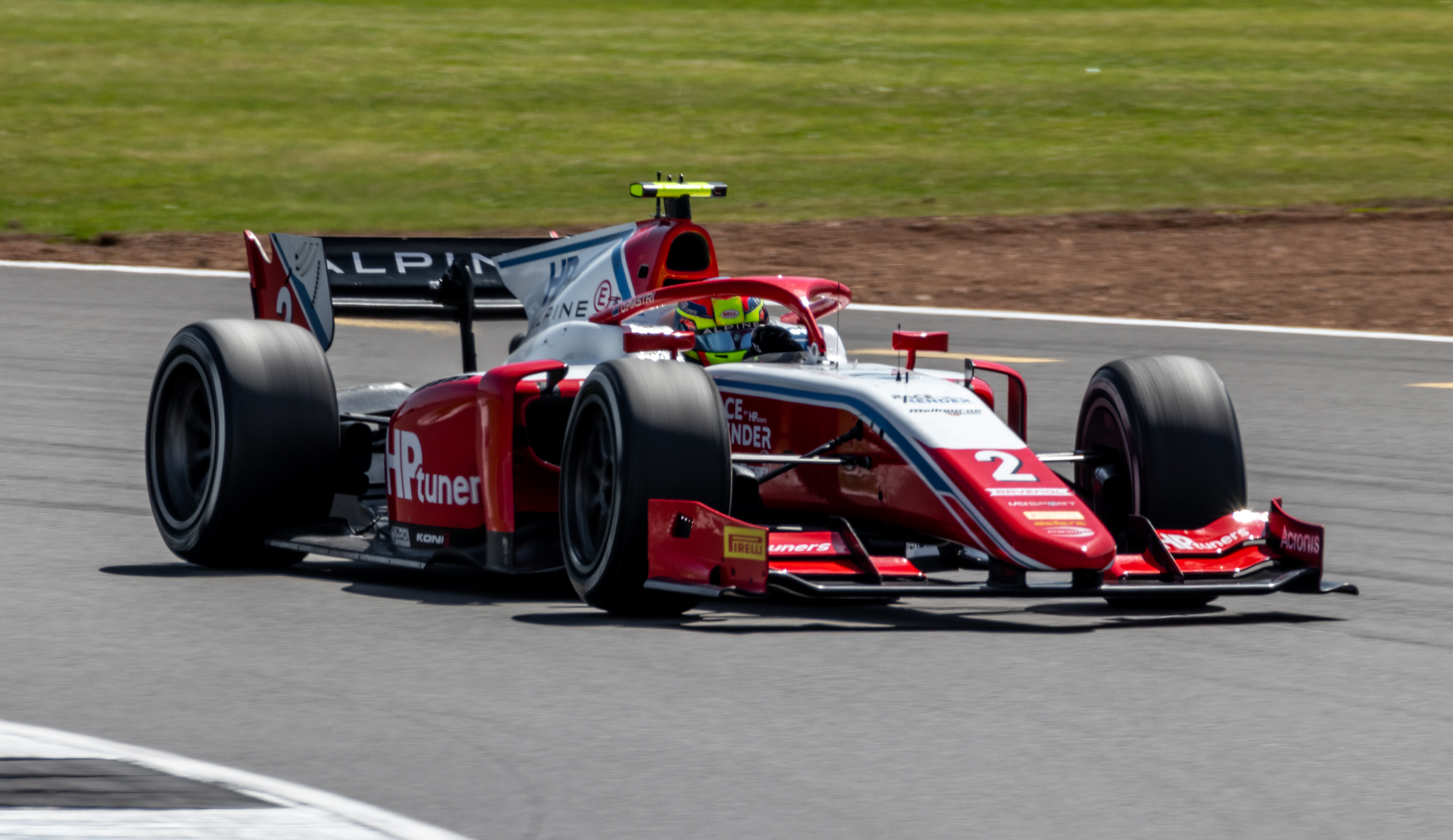
Oscar Piastri đua cho Prema tại Giải đua xe Công thức 2 2021

Sau khi giành chức vô địch Công thức 3 vào năm 2020, Piastri đã được Prema thăng hạng để tham gia Giải đua xe Công thức 2 2021 với tư cách là người kế nhiệm Mick Schumacher, người đã giành được chức vô địch vào giải đua năm 2020 và được thăng hạng lên Công thức 1. Đồng đội của Piastri của mùa giải này, Robert Shwartzman, vẫn đua với đội với tư cách là tay đua chính thứ hai. Piastri kết thúc chặng đua đầu tiên của mùa giải ở vị trí thứ năm, và ngay tại chặng đua tiếp theo tại trường đua Bahrain International, anh đã giành được chiến thắng đầu tiên trong mùa giải này sau khi vượt qua Chu Quán Vũ ở vòng đua cuối cùng. Tại chặng đua ở trường đua Monaco, Piastri đạt về đích ở vị trí thứ nhì hai lần và một lần ở vị trí thứ tám. Sau những cuộc đối đầu với Chu Quán Vũ, Piastri trở thành ứng cử viên giành chức vô địch và anh nhấn mạnh những tham vọng này với năm chiến thắng vào cuối mùa giải. Piastri đã giành được chức vô địch trong mùa giải đầu tiên của mình tại Công thức 2 với tổng cộng 252,5 điểm trong khi đồng đội Shwartzman (192 điểm) đứng ở vị trí á quân và Chu ở vị trí thứ ba với 183 điểm.

### Công thức 1
Piastri gia nhập Học viện tay đua trẻ Renault vào tháng 1 năm 2020. Sau khi giành chức vô địch Công thức 3 vào năm 2020, anh đã tham gia buổi lái thử Công thức 1 đầu tiên vào tháng 10 với đội đua Renault F1. Tại buổi lái thử đó, anh đã lái chiếc Renault R.S.18 ở trường đua Bahrain International cùng với các tay đua khác của học viện là Christian Lundgaard và Chu Quán Vũ. Anh lái chiếc xe Alpine A521 trong buổi đua thử dành cho các tay đua trẻ sau mùa giải 2021 tại trường đua Yas Marina vào tháng 12.
Sau khi giành chức vô địch Công thức 2, Piastri được bổ nhiệm làm tay đua dự bị của đội đua Alpine cho mùa giải 2022. Anh cũng được bổ nhiệm làm tay đua dự bị cho McLaren sau thỏa thuận giữa hai đội. Anh đã tham gia các buổi thử nghiệm của Alpine trên chiếc xe A521 trong suốt mùa giải ở các trường đua Americas, trường đua Losail International và trường đua Silverstone. Lãnh đội McLaren Andreas Seidl sau đó xác nhận rằng Piastri đã có buổi thử nghiệm riêng kéo dài hai ngày trên một chiếc xe đua McLaren cũ tại trường đua Paul Ricard một tuần trước Giải đua ô tô Công thức 1 São Paulo 2022.

#### Alpine (2022)

##### 2022: Tay đua lái thử cho Alpine và tranh chấp hợp đồng
Vào đầu tháng 8 năm 2022, Alpine thông báo trong một cuộc họp báo rằng Piastri sẽ được thăng chức lên làm tay đua chính cùng với Esteban Ocon trong mùa giải 2023 và sẽ là người kế nhiệm Fernando Alonso, người đã hết hạn hợp đồng vào cuối mùa giải 2022. Theo tuyên bố của chính mình, Piastri đã không ký hợp đồng tương ứng và điều đó đã gây ra phản ứng của giới truyền thông quốc tế bằng một bài đăng trên Twitter. Lãnh đội Alpine, Otmar Szafnauer, đã chỉ trích gay gắt tuyên bố này của Piastri và ông đã đe dọa khởi kiện. Thêm vào đó, ông đã mong đợi Piastri trung thành với đội hơn. Vấn đề cuối cùng đã được Hội đồng công nhận hợp đồng, một cơ quan trọng tài độc lập giải quyết các tranh chấp về đua xe thể thao quốc tế, xét xử và quyết định có lợi cho Piastri. Nếu phán quyết đã có lợi cho Alpine, thì đội đã có thể yêu cầu người tuyển dụng tương lai của Piastri bồi thường hàng triệu USD. Trong quá trình điều tra, người ta cũng biết rằng Piastri đã ký hợp đồng với McLaren vào tháng 7 năm 2022. Hợp đồng này đã được chính thức công bố ngay sau phán quyết. Đáp lại, Alpine đã tách khỏi luật sư trưởng của mình vào tháng 11 năm 2022.

#### McLaren (2023–nay)

##### 2023: Mùa giải đầu tiên

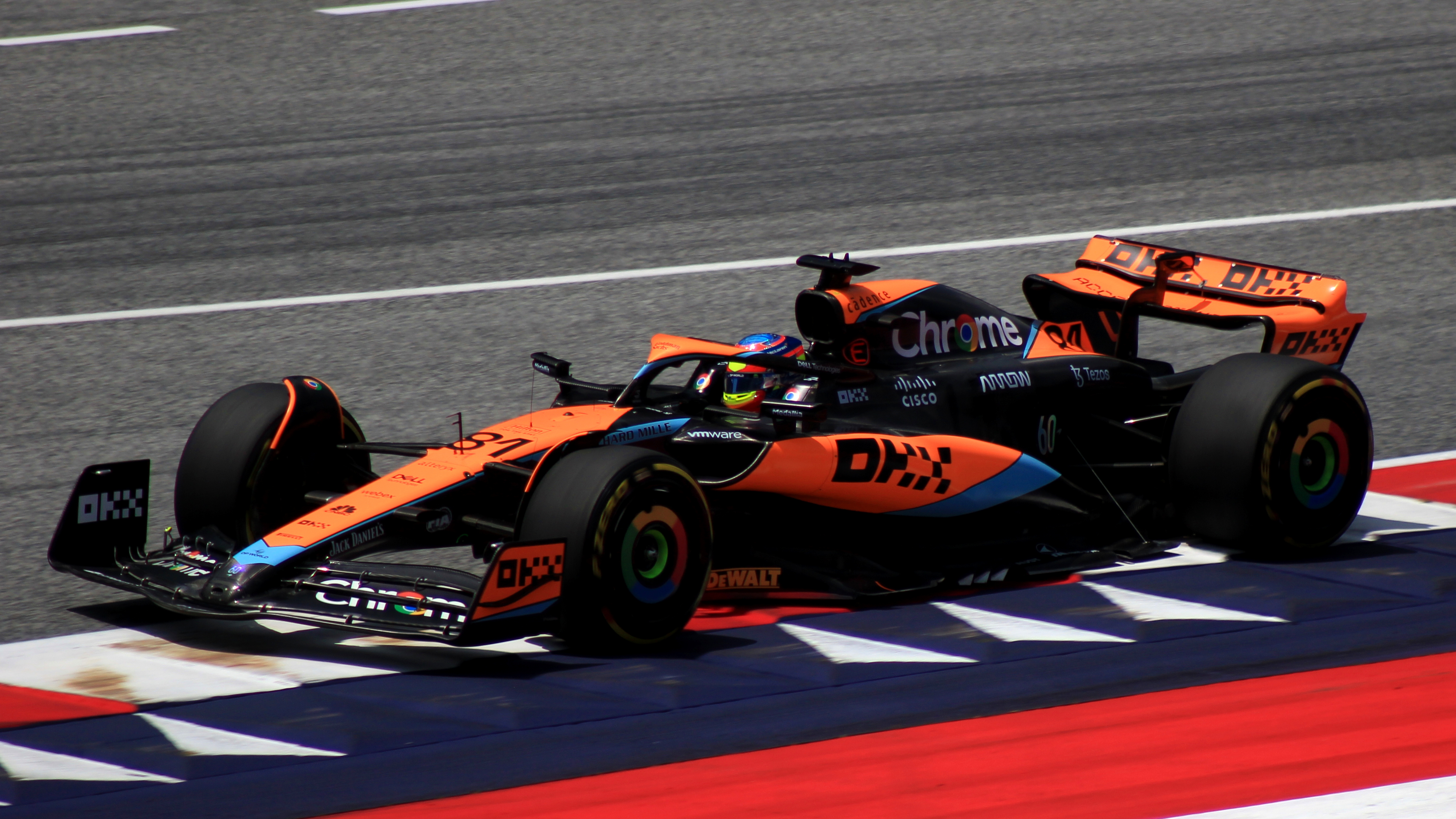
Piastri đua cho McLaren tại Giải đua ô tô Công thức 1 Áo 2023

Piastri thi đấu với tư cách là đồng đội của Lando Norris ở McLaren tại Giải đua xe Công thức 1 2023 và anh chính thức kế nhiệm tay đua đồng hương Daniel Ricciardo. Vào mùa giải trước đó, anh đã tham gia các buổi lái thử ở Abu Dhabi cho McLaren sau khi Alpine đồng ý chấm dứt hợp đồng sớm. Trong chặng đua Công thức 1 đầu tiên của anh ở Bahrain, anh đã phải bỏ cuộc chỉ sau 13 vòng đua do chiếc xe đua McLaren của anh gặp sự cố kỹ thuật. Trong chặng đua quê nhà ở Úc, anh đã ghi điểm lần đầu tiên trong sự nghiệp Công thức 1 sau khi về đích ở vị trí thứ 8. Piastri lại ghi điểm sau khi về đích ở vị trí thứ 10 tại Giải đua ô tô Công thức 1 Monaco. Vào giữa mùa giải, khi McLaren thực hiện những nâng cấp sâu rộng, kết quả của đội đua truyền thống Anh liên tiếp được cải thiện. Điều này cũng được phản ánh tại các kết quả về đích của Piastri. Trong khi Piastri không lấy được điểm trong nửa đầu mùa giải ngoài hai chặng đua ở Úc và Monaco, anh đã về đích ở vị trí thứ 4 tại Giải đua ô tô Công thức 1 Anh và vị trí thứ 5 tại Giải đua ô tô Công thức 1 Hungary. Piastri đã kết thúc chặng đua nước rút trong khuôn khổ Giải đua ô tô Công thức 1 Bỉ ở vị trí thứ hai và anh thậm chí còn dẫn đầu chặng đua này một vài vòng. Trong cuộc đua chính, anh đã phải bỏ cuộc tại vòng đua đầu tiên do va chạm với Carlos Sainz Jr. Vào ngày 20 tháng 9 năm 2023, McLaren và Piastri tuyên bố gia hạn hợp đồng cho đến cuối năm 2026. Tại Giải đua ô tô Công thức 1 Nhật Bản, anh về thứ ba và lên bục trao giải lần đầu tiên ở Công thức 1. Tại Giải đua ô tô Công thức 1 Qatar, Piastri đã giành được cả vị trí pole lẫn chiến thắng đầu tiên trong chặng đua nước rút. Trong cuộc đua chính, anh đã về đích ở vị trí thứ hai. Piastri kết thúc mùa giải đầu tiên của anh tại Công thức 1 ở vị trí thứ 9 chung cuộc trên bảng xếp hạng các tay đua với 97 điểm.

#### 2024: Chiến thắng đầu tiên

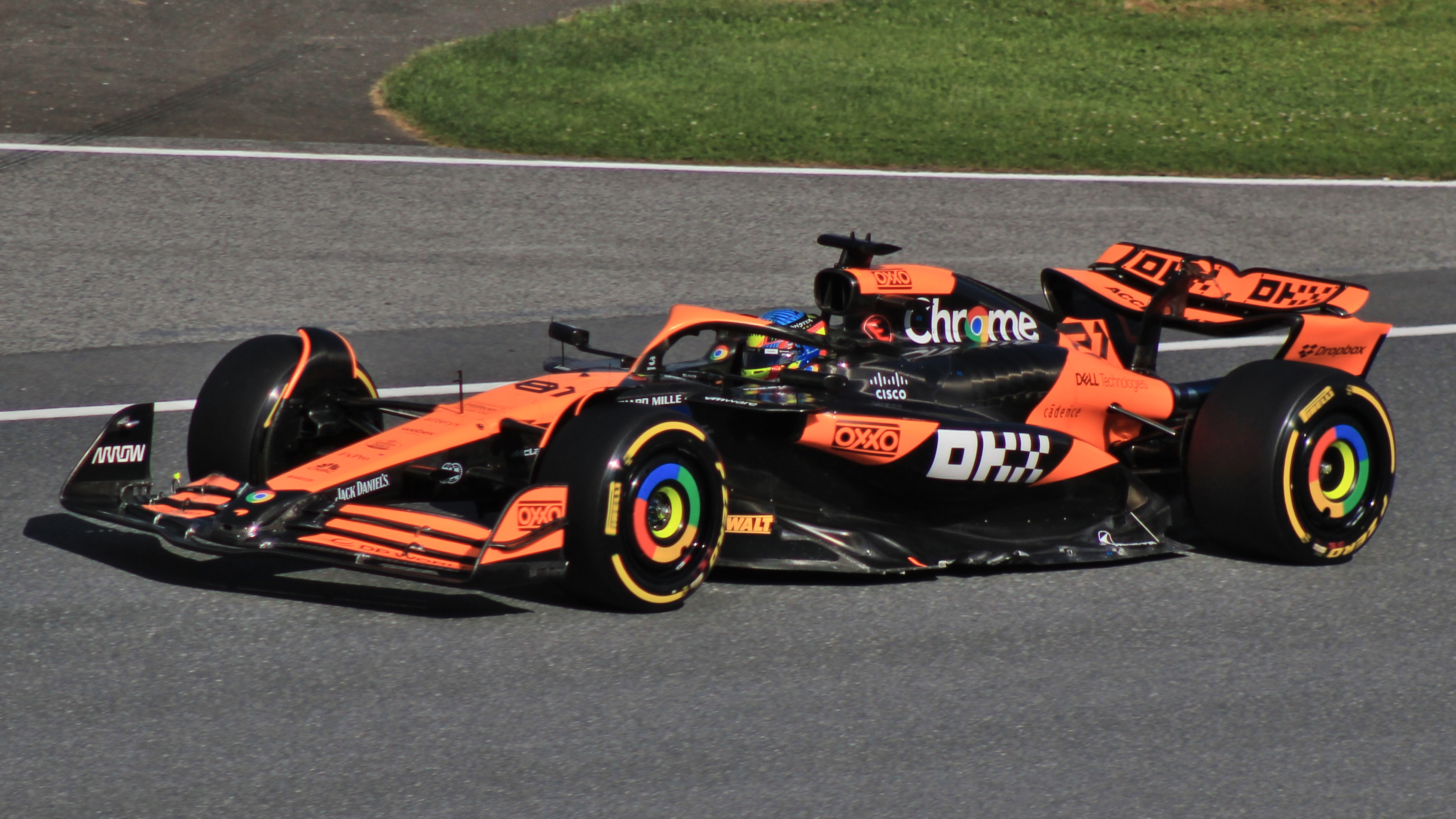
Piastri đua cho McLaren tại Giải đua ô tô Công thức 1 Áo 2024

Vào ngày 20 tháng 9 năm 2023, McLaren và Piastri tuyên bố gia hạn hợp đồng cho đến cuối năm 2026. Tiếp theo đó, Piastri sẽ tiếp tục tranh tài cùng đội trong Giải đua xe Công thức 1 2024 cùng với đồng đội Lando Norris. Piastri kết thúc chặng đua đầu tiên ở Bahrain ở vị trí thứ 8. Tại chặng đua ở Monaco vào ngày 26 tháng 5, anh lần đầu tiên lên bục trao giải trong mùa giải khi về đích ở vị trí thứ hai. Anh đã tái lập thành tích đó ở Áo sau vụ va chạm giữa Max Verstappen và đồng đội Norris. Piastri đã giành chiến thắng Công thức 1 đầu tiên của mình tại Giải đua ô tô Công thức 1 Hungary sau khi vượt qua đồng đội Norris, người đang ở vị trí pole, ngay sau màn xuất phát và sau một mệnh lệnh gây tranh cãi của đội. Bên cạnh đó, anh cũng là tay đua đầu tiên sinh vào thế kỷ 21 giành chiến thắng một chặng đua. Piastri xuất phát ở vị trí thứ 6 và về đích ở vị trí thứ 3, nhưng sau đó được thăng lên vị trí thứ hai sau khi George Russell bị loại khỏi kết quả.

## Thống kê tổng thể sự nghiệp đua xe go-kart
| Mùa giải | Giải đua                                                             | Đội đua                   | Vị trí trên BXH |
| -------- | -------------------------------------------------------------------- | ------------------------- | --------------- |
| 2014     | Australian National Sprint Kart Championship — Junior Clubman        |                           | 2               |
| 2014     | Australian National Sprint Kart Championship — Junior National Light |                           | 8               |
| 2014     | IAME International Final — X30 Junior                                |                           | 3               |
| 2015     | Australian Kart Championship — KF3                                   |                           | 3               |
| 2015     | WSK Super Master Series — KFJ                                        | ASBL Karting Club Condroz | 80              |
| 2015     | CIK-FIA European Championship — KFJ                                  | Cancelli, Frank           | 26              |
| 2016     | WSK Champions Cup — OKJ                                              | Ricky Flynn Motorsport    | 29              |
| 2016     | South Garda Winter Cup — OKJ                                         | Ricky Flynn Motorsport    | 10              |
| 2016     | WSK Super Master Series — OKJ                                        | Ricky Flynn Motorsport    | 12              |
| 2016     | Giải vô địch đua xe go-kart Đức — Junior                             | Ricky Flynn Motorsport    | 77              |
| 2016     | CIK-FIA European Championship — OKJ                                  | Ricky Flynn Motorsport    | 16              |
| 2016     | WSK Final Cup — OKJ                                                  | Ricky Flynn Motorsport    | 8               |
| 2016     | CIK-FIA World Championship — OKJ                                     | Ricky Flynn Motorsport    | 6               |

## Thống kê sự nghiệp

### Thống kê tổng thể
| Mùa giải | Giải đua                                                     | Đội đua                     | Số chặng đua tham gia | Chiến thắng     | Vị trí pole     | Vòng đua nhanh nhất | Số lần lên bục trao giải | Tổng điểm       | Vị trí chung cuộc    |
| -------- | ------------------------------------------------------------ | --------------------------- | --------------------- | --------------- | --------------- | ------------------- | ------------------------ | --------------- | -------------------- |
| 2016–17  | Giải đua xe Công thức 4 Các Tiểu vương quốc Ả Rập Thống nhất | Dragon F4                   | 11                    | 0               | 0               | 0                   | 2                        | 94              | 6                    |
| 2017     | Giải đua xe Công thức 4 Anh                                  | TRS Arden Junior Team       | 30                    | 6               | 6               | 5                   | 13                       | 376,5           | 2                    |
| 2017     | Formula Renault NEC                                          | Arden Motorsport            | 2                     | 0               | 0               | 0                   | 0                        | 26              | 21                   |
| 2018     | Formula Renault Eurocup                                      | Arden Motorsport            | 20                    | 0               | 0               | 0                   | 3                        | 110             | 8                    |
| 2018     | Formula Renault NEC                                          | Arden Motorsport            | 8                     | 0               | 0               | 0                   | 0                        | 0               | Không được xếp hạng† |
| 2019     | Formula Renault Eurocup                                      | R-ace GP                    | 19                    | 7               | 5               | 6                   | 11                       | 320             | 1                    |
| 2020     | Công thức 3                                                  | Prema Racing                | 18                    | 2               | 0               | 4                   | 6                        | 164             | 1                    |
| 2021     | Công thức 2                                                  | Prema Racing                | 23                    | 6               | 5               | 6                   | 11                       | 252,5           | 1                    |
| 2022     | Công thức 1                                                  | BWT Alpine Formula One Team | Tay đua lái thử       | Tay đua lái thử | Tay đua lái thử | Tay đua lái thử     | Tay đua lái thử          | Tay đua lái thử | Tay đua lái thử      |
| 2022     | Công thức 1                                                  | McLaren F1 Team             | Tay đua dự bị         | Tay đua dự bị   | Tay đua dự bị   | Tay đua dự bị       | Tay đua dự bị            | Tay đua dự bị   | Tay đua dự bị        |
| 2023     | Công thức 1                                                  | McLaren F1 Team             | 22                    | 0               | 0               | 2                   | 2                        | 97              | 9                    |
| 2024     | Công thức 1                                                  | McLaren F1 Team             | 14                    | 1               | 0               | 3                   | 6                        | 167*            | 4*                   |

Chú thích
- † Vì Piastri là một tay đua mời nên anh không đủ điều kiện để lấy điểm.
- * Mùa giải đang diễn ra

### Thống kê kết quả chi tiết

#### Giải đua xe Công thức 4 Các Tiểu vương quốc Ả Rập Thống nhất
| Mùa giải | Đội đua   | 1      | 2      | 3      | 4      | 5      | 6      | 7      | 8      | 9      | 10     | 11     | 12     | 13     | 14     | 15     | 16     | 17     | 18     | Vị trí trên bảng xếp hạng | Tổng điểm |
| -------- | --------- | ------ | ------ | ------ | ------ | ------ | ------ | ------ | ------ | ------ | ------ | ------ | ------ | ------ | ------ | ------ | ------ | ------ | ------ | ------------------------- | --------- |
| 2016–17  | Dragon F4 | DUB1 1 | DUB1 2 | DUB1 3 | YMC1 1 | YMC1 2 | YMC1 3 | YMC1 4 | DUB2 1 | DUB2 2 | DUB2 3 | YMC2 1 | YMC2 2 | YMC2 3 | YMC2 4 | YMC3 1 | YMC3 2 | YMC3 3 | YMC3 4 | 6                         | 94        |
| 2016–17  | Dragon F4 |        |        |        |        |        |        | 6      | 5      | 4      | 5      | 4      | 4      | 6      | 3      | 6      | 3      | 6      |        | 6                         | 94        |

#### Giải đua xe Công thức 4 Anh
| Mùa giải | Đội đua                      | 1     | 2     | 3     | 4     | 5     | 6     | 7     | 8     | 9     | 10    | 11    | 12    | 13    | 14    | 15    | 16    | 17    | 18    | 19    | 20    | 21    | 22    | 23    | 24    | 25    | 26    | 27    | 28    | 29     | 30     | 31     | Vị trí trên bảng xếp hạng | Tổng điểm |
| -------- | ---------------------------- | ----- | ----- | ----- | ----- | ----- | ----- | ----- | ----- | ----- | ----- | ----- | ----- | ----- | ----- | ----- | ----- | ----- | ----- | ----- | ----- | ----- | ----- | ----- | ----- | ----- | ----- | ----- | ----- | ------ | ------ | ------ | ------------------------- | --------- |
| 2017     | TRS Arden Junior Racing Team | BRI 1 | BRI 2 | BRI 3 | DON 1 | DON 2 | DON 3 | THR 1 | THR 2 | THR 3 | OUL 1 | OUL 2 | OUL 3 | CRO 1 | CRO 2 | CRO 3 | SNE 1 | SNE 2 | SNE 3 | KNO 1 | KNO 2 | KNO 3 | KNO 4 | ROC 1 | ROC 2 | ROC 3 | SIL 1 | SIL 2 | SIL 3 | BHGP 1 | BHGP 2 | BHGP 3 | 2                         | 376,5     |
| 2017     | TRS Arden Junior Racing Team | 3     | 6     | 2     | 5     | 5     | 2F    | 7     | 3     | 6     | 6     | 1     | C     | 2     | 2     | 3     | 1PF   | 7     | 1P    | 1P    | 6     | 8     | 1PF   | Ret   | 10F   | Ret   | 3P    | 3     | 1PF   | 4      | 5      | 5      | 2                         | 376,5     |

#### Formula Renault Eurocup
| Mùa giải | Đội đua  | 1     | 2     | 3     | 4     | 5     | 6     | 7     | 8     | 9     | 10    | 11    | 12    | 13    | 14    | 15    | 16    | 17    | 18    | 19    | 20    | Vị trí trên bảng xếp hạng | Tổng điểm |
| -------- | -------- | ----- | ----- | ----- | ----- | ----- | ----- | ----- | ----- | ----- | ----- | ----- | ----- | ----- | ----- | ----- | ----- | ----- | ----- | ----- | ----- | ------------------------- | --------- |
| 2018     | Arden    | LEC 1 | LEC 2 | MNZ 1 | MNZ 2 | SIL 1 | SIL 2 | MON 1 | MON 2 | RBR 1 | RBR 2 | SPA 1 | SPA 2 | HUN 1 | HUN 2 | NÜR 1 | NÜR 2 | HOC 1 | HOC 2 | CAT 1 | CAT 2 | 8                         | 110       |
| 2018     | Arden    | 6     | 5     | 12    | Ret   | 11    | 4     | 13    | 12    | 6     | 9     | 3     | 9     | 7     | 4     | 15    | 7     | 3     | 2     | 16    | 11    | 8                         | 110       |
| 2019     | R-ace GP | MNZ 1 | MNZ 2 | SIL 1 | SIL 2 | MON 1 | MON 2 | LEC 1 | LEC 2 | SPA 1 | SPA 2 | NÜR 1 | NÜR 2 | HUN 1 | HUN 2 | CAT 1 | CAT 2 | HOC 1 | HOC 2 | YMC 1 | YMC 2 | 1                         | 320       |
| 2019     | R-ace GP | 18    | 4     | 1P    | 1PF   | 4F    | 5     | 2     | 6     | 1F    | 4     | 1P    | 1PF   | DNS   | 1PF   | 5     | 3     | 2F    | 2     | 1     | 4     | 1                         | 320       |

#### Công thức 3
| Mùa giải | Đội đua      | 1       | 2       | 3       | 4       | 5       | 6       | 7       | 8       | 9       | 10      | 11      | 12      | 13      | 14      | 15      | 16      | 17      | 18      | Vị trí trên bảng xếp hạng | Tổng điểm |
| -------- | ------------ | ------- | ------- | ------- | ------- | ------- | ------- | ------- | ------- | ------- | ------- | ------- | ------- | ------- | ------- | ------- | ------- | ------- | ------- | ------------------------- | --------- |
| 2020     | Prema Racing | RBR SPR | RBR FEA | RBR SPR | RBR FEA | HUN SPR | HUN SPR | SIL SPR | SIL FEA | SIL SPR | SIL FEA | CAT SPR | CAT FEA | SPA SPR | SPA FEA | MNZ SPR | MNZ FEA | MUG SPR | MUG FEA | 1                         | 164       |
| 2020     | Prema Racing | 1       | 8F      | 4       | 5F      | 2       | 2F      | 2       | Ret     | 7       | 6       | 6       | 1F      | 5       | 6       | 3       | Ret     | 11      | 7       | 1                         | 164       |

#### Công thức 2
| Mùa giải | Đội đua      | 1        | 2        | 3       | 4        | 5        | 6       | 7        | 8        | 9       | 10       | 11       | 12      | 13       | 14       | 15      | 16       | 17       | 18      | 19       | 20       | 21       | 22       | 23       | 24      | Vị trí trên bảng xếp hạng | Tổng điểm |
| -------- | ------------ | -------- | -------- | ------- | -------- | -------- | ------- | -------- | -------- | ------- | -------- | -------- | ------- | -------- | -------- | ------- | -------- | -------- | ------- | -------- | -------- | -------- | -------- | -------- | ------- | ------------------------- | --------- |
| 2021     | Prema Racing | BHR SPR1 | BHR SPR2 | BHR FEA | MON SPR1 | MON SPR2 | MON FEA | AZE SPR1 | AZE SPR2 | AZE FEA | GBR SPR1 | GBR SPR2 | GBR FEA | ITA SPR1 | ITA SPR2 | ITA FEA | RUS SPR1 | RUS SPR2 | RUS FEA | SAU SPR1 | SAU SPR2 | SAU SPR3 | UAE SPR1 | UAE SPR2 | UAE FEA | 1                         | 252,5     |
| 2021     | Prema Racing | 5        | 1        | 19      | 8        | 2        | 2       | Ret      | 8F       | 2       | 6F       | 4F       | 3P 2    | 4        | 7F       | 1P      | 9        | C        | 1P      | 8        | 1F       | 1PF      | 3        | Ret      | 1P      | 1                         | 252,5     |

#### Công thức 1
| Mùa giải | Đội đua         | Xe đua        | 1   | 2   | 3   | 4   | 5   | 6     | 7   | 8   | 9   | 10  | 11  | 12   | 13  | 14  | 15  | 16  | 17  | 18  | 19  | 20  | 21  | 22  | 23  | 24  | Vị trí trên bảng xếp hạng | Tổng điểm |
| -------- | --------------- | ------------- | --- | --- | --- | --- | --- | ----- | --- | --- | --- | --- | --- | ---- | --- | --- | --- | --- | --- | --- | --- | --- | --- | --- | --- | --- | ------------------------- | --------- |
| 2023     | McLaren F1 Team | McLaren MCL60 | BHR | SAU | AUS | AZE | MIA | MON   | ESP | CAN | AUT | GBR | HUN | BEL  | NED | ITA | SIN | JPN | QAT | USA | MXC | SAP | LVG | ABU |     |     | 9                         | 97        |
| 2023     | McLaren F1 Team | McLaren MCL60 | Ret | 15  | 8   | 11  | 19  | 10    | 13  | 11  | 16  | 4   | 5   | Ret2 | 9   | 12F | 7   | 3   | 21  | Ret | 8   | 14  | 10F | 6   |     |     | 9                         | 97        |
| 2024     | McLaren F1 Team | McLaren MCL38 | BHR | SAU | AUS | JPN | CHN | MIA   | EMI | MON | CAN | ESP | AUT | GBR  | HUN | BEL | NED | ITA | ITA | SIN | USA | MXC | SAP | LVG | QAT | ABU | 4*                        | 167*      |
| 2024     | McLaren F1 Team | McLaren MCL38 | 8   | 4   | 4   | 8   | 87  | 136 F | 4   | 2   | 5   | 7   | 2   | 4    | 1   | 2   |     |     |     |     |     |     |     |     |     |     | 4*                        | 167*      |

Chú thích
- * Mùa giải đang diễn ra

Chú thích mở rộng cho các bảng trên
| Chú thích                | Chú thích                                |
| Màu                      | Ý nghĩa                                  |
| ------------------------ | ---------------------------------------- |
| Vàng                     | Chiến thắng                              |
| Bạc                      | Hạng 2                                   |
| Đồng                     | Hạng 3                                   |
| Xanh lá                  | Các vị trí ghi điểm khác                 |
| Xanh dương               | Được xếp hạng                            |
| Xanh dương               | Không xếp hạng, có hoàn thành (NC)       |
| Tím                      | Không xếp hạng, bỏ cuộc (Ret)            |
| Đỏ                       | Không phân hạng (DNQ)                    |
| Đen                      | Bị loại khỏi kết quả (DSQ)               |
| Trắng                    | Không xuất phát (DNS)                    |
| Trắng                    | Chặng đua bị hủy (C)                     |
|                          | Không đua thử (DNP)                      |
| Loại trừ (EX)            |                                          |
| Không đến (DNA)          |                                          |
| Rút lui (WD)             |                                          |
| Không tham gia (ô trống) |                                          |
| Ghi chú                  | Ý nghĩa                                  |
| P                        | Giành vị trí pole                        |
| Số mũ cao                | Vị trí giành điểm tại chặng đua nước rút |
| F                        | Vòng đua nhanh nhất                      |